# Fátima Bezerra
Maria de Fátima Bezerra (Nova Palmeira, 19 de mayo de 1955) es una pedagoga y política brasileña, afiliada al Partido de los Trabajadores (PT). Durante su carrera política fue diputada estatal de Río Grande del Norte por dos períodos, tres veces diputada federal y senadora federal por un período, en representación por el mismo estado. En 2018 fue elegida gobernadora de Río Grande del Norte, asumiendo en 2019.

## Biografía

### Primeros años
Nacida en Paraíba, cuando era adolescente se trasladó a Natal (Río Grande del Norte), donde se graduó en pedagogía de la Universidad Federal de Río Grande del Norte (UFRN). Trabajó en el ayuntamiento de Natal y en el gobierno estatal. Fue vicepresidenta (1980-1982) y presidenta (1982-1985) de la Asociación de Orientadores Educacionales; secretaria general de la Asociación de Profesores (1985-1987); secretaria general (1989-1991) y presidenta (1991-1994) del Sindicato de los Trabajadores en Educación; todos en el estado de Río Grande del Norte.

### Carrera política
En 1994, fue elegida diputada estadual de Río Grande del Norte con 8.347 votos, siendo reelegida en 1998 con 30.697 votos. En la Asamblea Legislativa potiguar, fue presidenta de la Comisión de Derechos Humanos y de la Comisión de Defensa del Consumidor, Medio Ambiente e Interior. Representó al Poder Legislativo potiguar en el Consejo Estatal de Defensa de los Derechos Humanos y Ciudadanía y en el Consejo Estatal del Medio Ambiente. Fue delegada en la cuarta Conferencia Mundial sobre la Mujer (Beijing, 1995) y en el I y II Foro Social Mundial (Porto Alegre, 2001 y 2002). También participó en el Encuentro Internacional en Solidaridad con las Mujeres Cubanas (La Habana, 1998).
En 2002 se presentó a elecciones como candidata a diputada federal por Río Grande del Norte, siendo elegida con 161.875 votos. Fue reelegida en 2006, con 116.243 votos, y en 2010 con 220.355 votos, siendo en esa última elección la candidata más votada del estado. En 2014, fue elegida senadora federal por Río Grande del Norte, asumiendo en 2015.
Junto con los senadores Lindbergh Farias, Gleisi Hoffmann y Vanessa Grazziotin, fue una fuerte defensora de Dilma Rousseff durante su proceso de destitución.
En octubre de 2017 votó a contra el mantenimiento del mandato del senador Aécio Neves mostrándose a favor de la decisión de la Primera Cámara del Supremo Tribunal Federal en el proceso en que él es acusado de corrupción y obstrucción de la justicia por solicitar dos millones de reales al empresario Joesley Batista.
También se desempeñó miembro del Parlamento del Mercosur por Brasil.
En las elecciones estatales en 2018, se presentó como candidata a gobernadora de Río Grande del Norte por la coalición Do Lado Certo («en el lado correcto») compuesta por el Partido de los Trabajadores, el Partido Comunista de Brasil y el Partido Humanista de la Solidaridad, acompañada en la fórmula por el abogado Roberto Antenor. En la primera vuelta se ubicó en el primer lugar con 748.150 votos (46,17 %), derrotando al entonces gobernador Robinson Faria (que quedó en tercer lugar) y quedando al frente del exalcalde de Natal Carlos Eduardo Alves, con quien disputó la segunda vuelta. Fue elegida gobernadora en el balotaje con 1.022.910 votos (57,60 %), derrotando a Carlos Eduardo.